# Migos
Migos (/ˈmiːɡoʊs/) este un trio american hip hop din Lawrenceville, Georgia, fondat în 2008. Grupul este compus din trei rapperi cunoscuți sub numele lor de scenă Quavo, Offset și Takeoff. Ei sunt conduși de Coach K, fostul manager al rapperilor din Atlanta, Gucci Mane și Young Jeezy și colaborează frecvent cu producători precum DJ Durel, Murda Beatz, Zaytoven, Buddah Bless și DJ Khaled.
Migos și-a lansat single-ul de debut comercial „Versace” în 2013, preluat din mixtape-ul lor Y.R.N. (Young Rich Niggas). Au continuat să lanseze mai multe single-uri, inclusiv „Fight Night” (2014), „Look at My Dab” (2015) și cele patru înregistrări Billboard Hot 100 din top 10 „Bad and Boujee” (cu Lil Uzi Vert) (2016), atingând locul unu, „MotorSport” (cu Nicki Minaj și Cardi B) (2017), atingând vârful șase, „Stir Fry” (2018), atingând locul opt, și „Walk It Talk It” (cu Drake) (2018), atingând locul zece.
Migos și-a lansat albumul de debut Yung Rich Nation în iulie 2015, prin Quality Control Music și 300 Entertainment. În 2016, grupul a portretizat versiuni ficționale ale lor în primul sezon al seriei de televiziune de comedie-dramă, Donald Glover Atlanta. Cel de-al doilea album al lor, Culture, a fost lansat în ianuarie 2017, prin ambele case de discuri și a debutat în topul Billboard 200 din SUA. Ulterior, grupul a semnat un contract cu Motown și Capitol Records în februarie 2017 și a urmat albumul cu Culture II în ianuarie 2018, oferind grupului al doilea album de pe locul 1 în Statele Unite. În 2021, trio-ul a lansat cel de-al patrulea album mult așteptat Culture III, a treia și ultima parte a trilogiei Culture.

## Tinerețe
Trio-ul a fost crescut împreună de mama lui Quavo, în suburbiile Atlanta. Au crescut ascultând Outkast, Gucci Mane, Hot Boys, Lil Wayne și Master P.

## Cariera

### 2008–2012: formare și primele lansări
Migos a fost format în 2008, de Quavo (Quavious Keyate Marshall), Takeoff ( Kirshnik Khari Ball), și Offset (Kiari Kendrell Cephus), și inițial s-au numit Polo Club. Cei trei membri sunt înrudiți direct și au fost crescuți împreună; Quavo este unchiul lui Takeoff, iar Offset este vărul lui Quavo. Cei trei au crescut împreună în suburbana Atlanta, la aproximativ 30 de minute nord-est de centrul orașului, în comitatul Gwinnett. „Nu am de gând să stau aici pentru ca: „Cartierul meu a fost greu și a trebuit să ies de acolo și să reușesc”. Ne-am îngreunat pe noi înșine. Am ales să rămânem pe străzi”, a spus Quavo. Grupul a lansat primul lor proiect de lungă durată, un mixtape intitulat Juug Season, pe 25 august 2011. Au urmat cu mixtape-ul No Label pe 1 iunie 2012. Asistați de Tucker Toenjes și Mitchell Thomas.

### 2013: faima și Y.R.N.
În 2013, Migos a lansat single-ul lor „Versace”. Single-ul a fost produs de Zaytoven și a ajuns pe locul 99 în topul american Billboard Hot 100. Mai târziu în acel an, rapperul canadian Drake a adus single-ului mai multă recunoaștere când a remixat melodia, adăugând un vers, pe care l-a interpretat ulterior la Festivalul de muzică iHeartRadio din 2013. Pe 13 iunie, Migos și-a lansat mixtape-ul Y.R.N. (Young Rich Niggas), care prezintă single-ul principal „Versace”, care a fost apreciat de critici. Brandon Soderberg de la Spin i-a acordat 8 din 10 stele, comentând că „este o super-cutare a vibrațiilor Dirty South” și i-a comparat pe cei trei membri cu Gucci Mane, Soulja Boy și Future.
Pe 15 iunie 2013, grupul a cântat la postul de radio rap Hot 107.9's Birthday Bash. În octombrie 2013, grupul a fost prezentat în secțiunea XXL „Show & Prove”. „Versace” a fost plasat în mai multe liste de sfârșit de an din 2013, inclusiv numărul trei în XXL „The 25 Best Songs of 2013”, numărul patru în „The 50 Best Songs of 2013” de la Complex, numărul cinci pe „50 Best Songs of 2013” de la SPIN, numărul 38 din „The Top 100 Tracks of 2013” de la Pitchfork și numărul 69 din „The 100 Best Songs of 2013” de la Rolling Stone. Y.R.N. (Young Rich Niggas) a fost desemnat al 27-lea cel mai bun album din 2013 și al șaselea cel mai bun album hip-hop din 2013 de către SPIN.